# Aubigné (Deux-Sèvres)
 Aubigné  es una población y comuna francesa, en la región de Poitou-Charentes, departamento de Deux-Sèvres, en el distrito de Niort y cantón de Chef-Boutonne.

## Demografía
| 393 | 336 | 319 | 303 | 248 | 214 |
| Para los censos de 1962 a 1999 la población legal corresponde a la población sin duplicidades (Fuente: INSEE [Consultar]) |     |     |     |     |     |